# Pierre Coulon
Pour les articles homonymes, voir Coulon.
Pierre Coulon, né le 28 juin 1913 à Paris et mort le 6 août 1967 au Pouliguen, en Loire-Atlantique, est un homme politique français. Il est député de l'Allier et maire de Vichy.

## Biographie
Après des études au lycée Louis-le-Grand, puis à École centrale Paris (promo 1939) il participe à la direction de la SBAFM (aujourd'hui Applifil), une usine de métaux fondée par son père, François Coulon, à Cusset (ville de l'agglomération de Vichy). Sportif, il devient le président du club de football de Vichy.
Élu conseiller municipal en 1947 sur la liste de Pierre-Victor Léger, il devient maire de Vichy le 20 août 1950 après la mort de ce dernier. En 1951, il se fait élire député, sous les étiquettes RPF puis CNI. Il est réélu à cette fonction en 1955 et en 1958, avant d'être battu par Gabriel Péronnet en 1962. En 1961, il est élu conseiller général de Vichy puis président du conseil général de l'Allier, et réélu jusqu'à son décès.
Son mandat de maire (1950-1967) se caractérise par une politique urbaine ambitieuse qui modifie le visage de la ville, afin de la moderniser. Pressentant la baisse de l'activité thermale, il veut tourner Vichy vers le sport et les activités de loisirs.
Parmi les réalisations qu'il a décidées ou encouragées, on trouve : le lac d'Allier, le pont de l'Europe, le parc omnisports, l'aménagement du centre culturel Valery-Larbaud, l'aéroport de Vichy-Charmeil, le lycée de Presles, le CREPS, sans compter de nombreuses améliorations moins visibles sur la voirie, les réseaux d'adduction d'eau et d'assainissement, les écoles, etc., et la construction de logements sociaux.
Un monument est érigé à l'entrée du parc omnisports, inauguré le 28 septembre 1969, auquel son nom a été donné.
Une avenue et une place de Vichy[Où ?] portent également son nom, ainsi que deux écoles de Vichy : l'école maternelle située avenue Thermale et l'école élémentaire située allée des Ailes.
Il meurt d'une crise cardiaque le 6 août 1967  alors qu'il est en vacances au Pouliguen. Il repose au cimetière de Vichy.

## Décoration
- Chevalier de l'ordre du Mérite touristique en qualité de « maire de Vichy » (1963)[4]